# Tremor
Als Tremor (griechische Sprache tremor „das Zittern“) oder (umgangssprachlich) Zittern – genauer (das) Muskelzittern – wird das unwillkürliche, sich rhythmisch wiederholende Zusammenziehen einander entgegenwirkender Muskelgruppen bezeichnet. Der sogenannte physiologische Tremor von Gesunden ist messbar, allerdings kaum sichtbar. Deutlich sichtbarer Tremor kann als ein Symptom verschiedener Erkrankungen auftreten.
Tremore unterscheiden sich nach betroffener Körperpartie, Frequenz, Stärke, Ursache und Vorkommen. In einigen Fällen kann der Tremor auch isoliert auftreten (essentieller Tremor), ohne als Symptom einer Krankheit zu gelten.

## Physiologischer Tremor
Der physiologische Tremor ist beteiligt an jeder Muskelbewegung eines gesunden Menschen, in seiner Natur hochfrequent und mit niedriger Amplitude, was ihn bei kurzen und unanspruchsvollen Bewegungen unspürbar und für das Auge unsichtbar macht. Dieser kann jedoch sichtbar gemacht werden, indem man bspw. den Zeigefinger vorstreckt und auf dessen Spitze achtet. Deutlich zum Vorschein kommt der physiologische Tremor bei Kälte oder unter Belastung, da dessen Amplitude dann zunimmt.
Die Bewegungen des Zitterns erzeugen bei endothermen Tieren einschließlich des Menschen überlebensnotwendige Wärme. Sinkt z. B. die Körpertemperatur des Menschen auf weniger als 33 °C, besteht die Gefahr einer Hypothermie. Im Allgemeinen beginnt bei 35 °C Körpertemperatur das unwillkürliche Zittern zur Erhöhung der Körperwärme (Kältezittern); dieses Zittern ist zwangsläufig mit steigendem Energieverbrauch im Organismus verbunden.
Über die genauen Mechanismen und Ursachen des physiologischen Tremors wird in den Neurowissenschaften noch debattiert.
Relevant ist der physiologische Tremor beim Sportschießen; so wurde Alkohol als Zielwasser bezeichnet und eingenommen, um die Treffsicherheit zu erhöhen. Ob Alkohol tatsächlich die Treffsicherheit bemerkbar steigert, wird heute in Zweifel gezogen und war schon Anfang des 20. Jahrhunderts umstritten. Alkohol wird im Bogensport als unzulässige Dopingsubstanz aufgelistet.

## Diagnose bei pathologischem Tremor

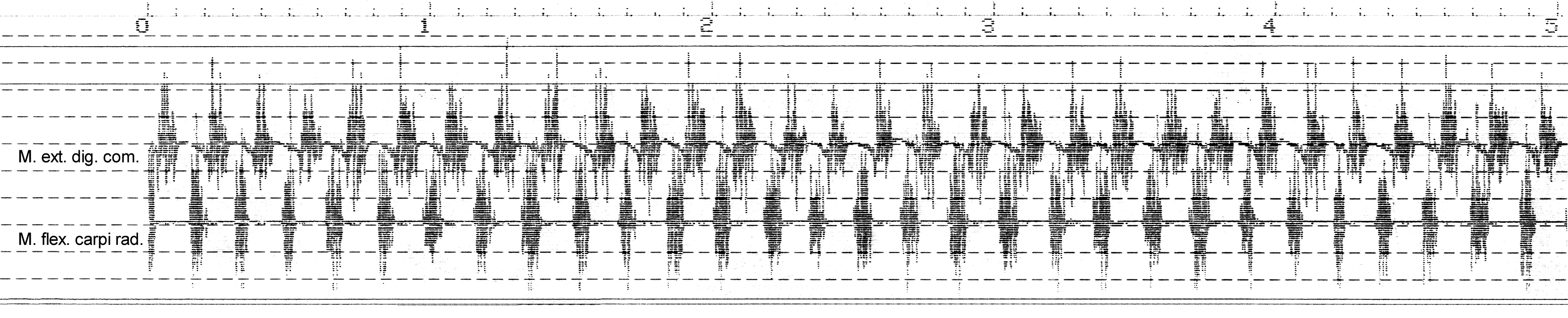
Tremoranalyse bei Morbus Parkinson: Antagonistentremor, Frequenz 6 Hz (Oberflächen-EMG)

Bei Auftreten eines Tremors ist üblicherweise eine aufwendige Differentialdiagnostik notwendig, um eine zugrundeliegende Erkrankung entweder zu finden oder auszuschließen. Zunächst können in einer direkten Untersuchung Erscheinungsform, Lokalisierung und Stärke des Tremors erfasst werden. Zugleich muss der behandelnde Arzt den Patienten nach weiteren neurologischen Auffälligkeiten untersuchen und die Krankengeschichte erkunden.
Danach kann der Tremor mittels einer EMG-Ableitung gerätemedizinisch genauer erfasst werden; da hiermit die Muskeltätigkeit der betroffenen Region sichtbar gemacht werden kann, lässt sich die Frequenz des Tremors genau bestimmen. Die Frequenz lässt ebenfalls Rückschlüsse auf eine mögliche Ursache zu, da unterschiedliche Krankheiten jeweils tendenziell bestimmte Frequenzen produzieren.
Alternativ kann der Tremor durch Akzelerometrie analysiert werden. Dabei wird mit Hilfe von Beschleunigungsmessern die Frequenz des Tremors aufgezeichnet, Amplituden können nur aus bekannten oder geschätzten Massen errechnet werden. Dies ist mit Hilfe von Smartphones und entsprechenden Apps möglich. Der Vorteil des Verfahrens liegt in der wesentlich einfacheren Technik und daher besseren Verfügbarkeit der Methode. Nachteilig ist, dass man nicht gezielt bestimmte Muskeln untersuchen kann.
Danach müssen Krankheitsbilder ausgeschlossen bzw. überprüft werden: Morbus Wilson durch eine Blut- und Urinuntersuchung sowie eine augenärztliche Überprüfung auf Vorhandensein eines Kayser-Fleischer-Kornealrings. Die Parkinson-Krankheit kann mit der Gabe von L-Dopa überprüft werden. Hirnschäden oder Tumoren erscheinen in einem MRT, eine Multiple Sklerose erscheint durch Untersuchung des Liquors nach einer Lumbalpunktion. Der Essentielle Tremor kann üblicherweise durch die Gabe von Alkohol und Frage nach genetischer Prädisposition (familiäre Vorerkrankungen) erschlossen werden.
Ein Tremor, der durch eine Hirnschädigung entstanden ist (Schlaganfall, Tumor, Trauma), wird als symptomatischer Tremor bezeichnet.

## Tremortypen; die Erscheinungsformen des Tremors
Es gibt verschiedene Arten des Tremors, die Begleitsymptome unterschiedlicher Krankheiten sein können. Die verschiedenen Tremores unterscheiden sich beispielsweise in den Frequenzen und den Bedingungen, unter denen der Tremor aktiviert wird – in Ruhe, in Aktion, beim Halten, bei un- oder zielgerichteten Bewegungen.
Bei der Klassifikation der Tremoren gibt es unterschiedlichste Klassifikationsvarianten, die einen rein deskriptiv, die anderen basierend auf pathophysiologischen Mechanismen. Aber keines der aktuellen Klassifikationsschemen kann für die Diagnostik des Tremors verwendet werden. Zudem gibt es bei verschiedenen Ursachen oft Gemeinsamkeiten in der Präsentation des Tremors, was die Differentialdiagnostik erschwert. Bei der Klassifikation nach Ätiologie besteht das Problem, dass man manchmal die Ursache nicht kennt (z. B. essentieller Tremor). Zudem kann ein Krankheitsbild mehrere Tremor-Arten hervorrufen. Kein einziger Tremor-Typ kann pathognomisch einer Erkrankung zugeordnet werden.

### Aktionstremor
Ein Aktionstremor tritt nach Definition (nur) bei willkürlichen Bewegungen ein. Es wird zwischen vier verschiedenen Unterarten des Aktionstremors unterschieden:
- Bewegungstremor (kinetischer Tremor): Der Bewegungstremor tritt auf, wenn der Patient die betroffenen Extremitäten bewegt, jedoch ohne zielgerichtete, präzise Intention, beispielsweise indem er die Hände horizontal vor sich herbewegt.
- Haltetremor (posturaler Tremor): Der Haltetremor erscheint unter reiner Schwerkraftbelastung, also wenn der Patient seine Hände nach vorne streckt und hält.
- Intentionstremor (Zielbewegungstremor): Ein Intentionstremor tritt mit einer zielgerichteten Bewegung auf, beispielsweise dem Hinführen eines Fingers an einen bestimmten Punkt. Mit zunehmender Näherung an das Ziel verstärkt sich der Intentionstremor.
- Isometrischer Tremor: Der isometrische Tremor tritt bei voluntärer Muskelkontraktion ohne Bewegungseffekt auf (wie z. B. beim festen Zuschließen der Faust oder dem Drücken gegen die Wand).

Andere Tremortypen, die in der Literatur gelegentlich zusätzlich als Aktionstremor aufgelistet werden:
- Aufgabenspezifischer Tremor: Tritt z. B. beim Schreiben oder anderen feinmotorischen Beanspruchungen auf.
  - Schreibtremor: Tremor, der beim Schreiben auftritt und schon bei geringer Ausprägung schwer beeinträchtigend sein kann.
  - Orthostatischer Tremor: Tritt beim aufrechten Stehen auf; Zittern der Beine. Zittern bei leichter Ausprägung nicht wahrnehmbar.
  - Stimmtremor (vokaler oder laryngealer Tremor): Oszillierender Stimmtremor der beim Sprechen hörbar wird.

### Ruhetremor
Diese Form erscheint, wenn die betroffenen Partien des Patienten in Ruhestellung sind, also z. B. Hände, die ruhig auf einer Oberfläche liegen. Es ist möglich, dass der Ruhetremor nach Einnehmen der Ruhestellung auftritt und dann nach einiger Zeit verschwindet, vgl. Parkinsontremor. Am häufigsten tritt der Tremor in den oberen Extremitäten auf. Je nach Krankheitsbild erscheint der Tremor nur in bestimmten Situationen. Es ist möglich, dass ein Patient nur eine oder zwei der möglichen Ausprägungen hat.
Andere Tremortypen, die im Ruhezustand auftreten und deren Auftreten nicht ausschließlich von einer willkürlichen Bewegung abhängen:
- Kopftremor (Titubation): Unwillkürliches „Schütteln“ des Kopfes, horizontale oder vertikale Richtung.
- Flügelschlagtremor: Niedrigfrequente mit hoher Amplitude rhythmische Bewegung beider gebeugten Arme.
- Rumpftremor (axialer Tremor oder Titubation): Tremor des Rumpfes
- Handtremor: Tremor, der sich dominant an den Händen manifestiert.
- Pillendrehertremor: Handtremor, der in Finger ausgeprägt ist, und dem Pillendrehen oder dem rhythmischen Auf- und Zuschließen der Hand ähnelt.
- Orolingualer Tremor: Tremor des Kinnes, Zunge, Pharynxes und (Teile) des Gesichtes.
- Palataler Tremor (Gaumensegeltremor, Gaumensegelmyoklonus, Gaumensegelnystagmus): Rhythmische, unwillkürliche Bewegung des Gaumensegels.
- Kinntremor: Zittern des Kinnes (und der Unterlippe).

Andere Tremor-ähnliche Symptome, deren Auftreten nicht ausschließlich von einer willkürlichen Bewegung abhängen, die in der Literatur jedoch oft nicht als Tremor klassifiziert werden:
- Flattertremor (Asterixis): Der Flattertremor fällt vor allem im Halteversuch auf. Dabei tritt ein plötzlicher Verlust des Haltetonus auf, gefolgt von einer reflektorischen Korrekturbewegung.
- Klonus: Unwillkürliche, rhythmische Kontraktionen von Muskeln bzw. Muskelgruppen; ähnlich dem Asterixis.
- Nystagmus, okulärer Tremor und Obliquus-superior-Myokymie: Tremor betreffend die Augen resp. Augenmuskulatur.
- Schüttelfrost: In Schüben auftretender, grober Tremor. Ursachen: Sonnenstich, Infektion, Sepsis.

## Tremorfrequenz, Amplitude und Lokalisation
Die Tremorfrequenz hängt von den jeweiligen Muskelsystemen und gegebenenfalls von den Krankheitsbildern ab. Man unterscheidet:
- niederfrequenten Tremor; 4 Hz oder weniger (oft grobschlägiger Tremor)
- mittelfrequenten Tremor; 4–7 Hz
- hochfrequenten Tremor; 7–15 Hz (oft feinschlägiger Tremor)

Die Amplitude wird folgendermaßen eingeteilt:
- feinschlägiger Tremor
- mittelschlägiger Tremor
- grobschlägiger Tremor

Lokalisation; Ein Tremor kann in jeder Körperregion einzeln, an bspw. einer Extremität (fokal), einem bestimmten Körperteil wie der Hand (isoliert), an einer Körperhälfte stärker ausgeprägt sein (asymmetrisch) oder auch kombiniert bis hin am ganzen Körper (generalisiert) auftreten. Bei kombinierten Tremoren in mehreren Körperpartien kann die Ausprägung unterschiedlich stark sein (z. B. stärker in der linken Hand als in der rechten Hand).

## Ursachen, Krankheitsbilder

### Gesteigerter physiologischer Tremor
- Eigenschaften: fein bis mittelschlägig, hochfrequent (7–12 Hz), Halte- und Aktionstremor
- Ursachen: Hyperthyreose, Hypoglykämie, Medikamente (medikamenteninduzierter Tremor), Koffein, Stress, Erschöpfung, Kälte, Vergiftungen oder Drogen (toxischer Tremor), Vitamin-B12-Mangel, andere metabolische Störungen
- Therapie: Beseitigung der Ursache, Betablocker (Propranolol), Antiepileptika (Primidon, Gabapentin, Topiramat)
- Beschreibung: „Der physiologische Tremor ist bei jedem vorhanden, kaum sichtbar und besteht aus einer hohen Frequenz und niedrigen Amplitude. Dieser kann verstärkt als Folge eines Reizes auftreten (z. B. Schmerz, Koffein, Angst, Kälte, Muskelüberanstrengung, Erschöpfung) und ist dann deutlich sichtbar, meist bei Haltebedingungen des Muskels; dieser wird dann als gesteigerter physiologischer Tremor bezeichnet. Meist findet sich aber auch hier keine krankhafte Ursache. Dieser Tremor ist meistens reversibel, wenn der auslösende Reiz nicht mehr vorhanden ist. Es gibt auch Medikamente, die als Nebenwirkung einen verstärkten physiologischen Tremor auslösen können.
 Pathologisch ist der gesteigerte physiologische Tremor erst infolge einer Stoffwechselstörung (bspw. einer Hyperthyreose). Wahrgenommen wird der Tremor bei niedriger Ausprägung, bspw. bei Hyperthyreose und Hypoglykämie, meist nur an den Händen und Finger.“ Ursachen für medikamenteninduzierten Tremor: Serotoninsyndrom, Bromismus, Lithium, Malignes Neuroleptika-Syndrom.

### Psychogener Tremor
- Eigenschaften: Wechselnde Frequenz und Amplitude, Nachlass bei Ablenkung, plötzliches Einsetzen und spontane Remission, bei Rigorprüfung/passiven Gelenksbewegung gleichzeitiges Anspannen antagonistischer Muskel, bei Belastung eines Gliedes mit Gewichten deutliche Reduktion des Tremors
- Ursachen: psychische Störung, traumatische Erlebnisse
- Beschreibung: Bei dieser Art des Tremors handelt es sich um plötzlich auftretende Tremorattacken, die so plötzlich wie sie aufgetreten sind auch wieder verschwinden. Er konnte bei Rückkehrern aus dem Ersten Weltkrieg (siehe Kriegszitterer) beobachtet werden, aber auch nach Unfällen, tätlichen Angriffen, Angst, Schreck oder seelischen Belastungen (Akute Belastungsstörung).
- Im Rahmen der Therapie von traumatischen Ereignissen (vgl. Berceli 2007[9]) wird dem Tremor auf Basis seiner spannungsabbauenden Funktion eine heilende Funktion zugewiesen. Eine der international bekanntesten Methoden ist TRE (kurz für Tension and Trauma Releasing Exercises).

### Essentieller Tremor (familiärer Tremor)
- Eigenschaften: mittelschlägig, mittelfrequent (5–8 Hz), Halte- und Bewegungstremor, progredient (leichter Intentionstremor, Kopftremor und Stimmtremor bei Ausprägung), Ansprechen auf Alkohol
- Ursachen: Meistens: Autosomal-dominanter Gendefekt (Chromosom 16, Gen: FUS / Chromosom 3, Gen: DRD3 oder DNAJC13)
- Therapie: Betablocker (Propranolol), Antiepileptika (Primidon, Gabapentin, Topiramat), Botulinumtoxin A oder Tiefe Hirnstimulation im Nucleus ventralis intermedius im Thalamus.
- Beschreibung: „Der essentielle Tremor (ET) ist ein typischer Haltetremor mit einer Frequenz von fünf bis sechs Hertz. Er tritt alleinstehend auf und ist bei etwa 60 % der Patienten erblich bedingt und damit bei anderen Familienmitgliedern nachweisbar (autosomal-dominanter Erbgang über die Chromosomen 2, 3 und 6 wird vermutet), kann aber auch spontan auftreten.
Die Symptome des ETs können in jedem Alter beginnen, von der Kindheit bis ins hohe Alter. Jedoch ist ein Beginn in der Kindheit seltener. Die Häufigkeitsgipfel liegen im zweiten und sechsten Lebensjahrzehnt. Männer und Frauen können gleichermaßen vom ET betroffen sein. Die Symptome und die Möglichkeit, dass z. B. die Hände/Arme und die Beine betroffen sind, wachsen mit zunehmendem Alter. Während die Krankheit fortschreitet, kann sich die Tremorfrequenz verringern; der Tremorumfang (die Tremoramplitude) kann jedoch zunehmen. Außerdem kann der Tremor bei Erregungszuständen verstärkt auftreten, so dass zeitweise keine Gegenstände mehr gehalten werden können.
Bei den meisten Betroffenen verläuft der ET als eine langsam progrediente (fortschreitende) Störung. Jedoch kann es Perioden geben, in denen die Symptome unverändert bleiben und sich nicht verschlechtern. Es gibt aber auch Fälle, bei denen der ET abgeschwächt vorhanden ist und ein Leben lang zu keiner großen Beeinflussung der Lebensqualität führt.“

### Parkinsontremor
- Eigenschaften: 4–7 Hz, Ruhe-, Halte- und Bewegungstremor. Parkinson-typische Symptome wie Bradykinesie und Rigor. Pillendrehertremor. Verstärkung des Tremors bei Nervosität. Kein Ansprechen auf Alkohol. Gelegentlich: Orthostatischer Tremor (4–12 Hz)
- Ursachen: Morbus Parkinson, Parkinsonismus
- Therapie: Ruhetremor: Anticholinergika, Budipin und Clozapin. Halte- und Bewegungstremor: Propranolol, Primidon. Tiefe Hirnstimulation im Nucleus subthalamicus (STN) oder im Nucleus ventralis intermedius (VIM)
- Beschreibung: „Der Parkinson-Tremor tritt auch in Ruhe auf. Die Ursache ist meist Morbus Parkinson; jedoch tritt ein Ruhetremor nicht bei allen Formen der Parkinson-Erkrankung ein.“[10]

### Tremor bei Morbus Wilson
- Eigenschaften: Ruhe-, Halte- und Bewegungstremor, Asterixis, Dystonie, Flügelschlagtremor (engl. wing beating tremor). Für Morbus Wilson typische Symptome wie Kayser-Fleischer-Kornealring. Progredient, stark variable Ausprägung der Symptomatik.
- Ursachen: Morbus Wilson: Kupferanlagerung im Organismus durch autosomal-rezessiven genetischen Defekt im ATP7B-Gen.
- Therapie: Kupferaufnahmehemmer, Chelatbildner, Lebertransplantation
- Beschreibung: „Die Symptomatik bei Morbus Wilson ist sehr variabel und kann sogar asymptomatisch verlaufen; Symptome wie den Kayser–Fleischer-Ring sind nur bei Ausprägung der Krankheit zu beobachten. Bei einer starken Progredienz kann die Krankheit lebensbedrohliche Züge einnehmen.“

### Primärer orthostatischer Tremor (shaky legs syndrome)
- Eigenschaften: 13–18 Hz, feinschlägig und meist unsichtbar. Aufgabenspezifischer Tremor: bei Anspannung der Beinmuskulatur im Stehen, Standunsicherheit bis hin zu zitterigen Beinen, familiäre Häufung.
- Ursachen: Unbekannter Gendefekt, Vitamin-B12-Mangel[11]
- Therapie: Clonazepam ist am wirksamsten. Andere: Benzodiazepine, Antiepileptika (Valproate, Gabapentin), Beta-Blocker (Propranolol), Muskelrelaxantien[12]
- Beschreibung: „Der orthostatische Tremor ist zwar mit dem essentiellen Tremor verwandt, kann von diesem jedoch klar abgegrenzt werden. Er tritt im Stehen auf, selten auch beim Gehen. Das kann so weit gehen, dass die Betroffenen stürzen. Betroffen sind meistens Menschen ab dem 60. Lebensjahr. Einmal angefangen, eskaliert der orthostatische Tremor derart, dass das Zittern auch auf den ganzen Körper übergeht. Oft schon in niedriger Dosierung ist Gabapentin hilfreich. Primidon gilt beim orthostatischen Tremor als Mittel der zweiten Wahl. Anders als beim essentiellen Tremor ist Propranolol unwirksam. Abzugrenzen ist der primäre orthostatische Tremor vom zweiten Typ, der durch Morbus Parkinson oder Cerebellarläsionen zustandekommen kann, welcher eine weitaus niedrigere Frequenz von 4–12 Hz aufweist.“

### Neuropathischer Tremor
- Eigenschaften: 4–8 Hz, grobschlägig
- Ursachen: u. a. Periphere Neuropathien, Hereditäre Neuropathien Typ CMT1, entzündliche Neuropathien
- Therapie: Falls entzündliche Neuropathie: Reduzierung der Entzündung. Propranolol, Primidon, Pregabalin, tiefe Hirnstimulation im Ncl. ventralis intermedius
- Beschreibung: „Beim neuropathischen Tremor handelt es sich um einen Tremor, der meist durch (demyelisierende poli- & periphere-) hereditäre Neuropathien, Guillain-Barré oder Multiple Sklerose ausgelöst wird. Charakteristisch ist ein feinschlägiger posturaler und kinetischer Tremor mit einer Frequenz von 3–6 Hz.[13] Obwohl das Auftreten von Tremor bei (hereditären) Neuropathien eher selten ist, tritt bei Multipler Sklerose häufig im Rahmen des Charcot-Trias ein Intentionstremor ein.“

### Holmes Tremor
- Synonyme: Mittelhirntremor, Rubertremor, Rubraltremor, Myorhythmie, Tremor bei Benedikt-Syndrom, Bindearmtremor, thalamischer Tremor
- Eigenschaften: 2–5 Hz, Ruhe-, Halte- und Intentionstremor, grobschlägig. Häufig: Hemidystonie (halbseitige Dystonie)
- Ursachen: Tumoren, Blutungen, ischämische Schlaganfälle, entzündliche Läsionen (Multiple Sklerose)
- Therapie: L-Dopa, Anticholinergika, Clonazepam, Clozapin, tiefe Hirnstimulation im Ncl. ventralis intermedius

### Zerebellärer Tremor (Kleinhirntremor)
- Eigenschaften: 2–5 Hz, Ruhe-, Halte- und Intentionstremor, grobschlägig. Rumpf- oder Extremitätentremor (axialer Tremor)
- Ursachen: Tumoren, Blutungen, ischämische Schlaganfälle, entzündliche Läsionen (Multiplen Sklerose), zerebellären Ataxie, spinozerebellare Ataxie (SCA)
- Therapie: L-Dopa, Anticholinergika, Clonazepam, Clozapin, tiefe Hirnstimulation im Ncl. ventralis intermedius
- Beschreibung: „Bei SCA3 kommt es nicht zwangsweise zum Tremor; falls dieser doch eintritt kann man das klinische Bild in zwei Kategorien einteilen: a) mittelfrequenter (6–8 Hz) Aktionstremor, orthostatischer Tremor und posturaler Tremor, Parkinsonismus und b) niederfrequenter (3–4 Hz) Ruhe-, Aktion- und Intentionstremor samt axialem Tremor.“[14]

### Andere Tremorerkrankungen
- Dystoner Tremor: Dieser Tremor (3–7 Hz) ist gekennzeichnet durch eine Fehlfunktion bei der Kontrolle von Bewegungen. Der Betroffene leidet unter plötzlich auftretenden Fehlbewegungen und Verkrampfungen der Muskulatur, die sehr schmerzhaft sein können.
- Isolierter (essentieller) Stimmtremor: Bei einem isolierten Stimmtremor ist lediglich die Aussprache vom Tremor betroffen. Ursache ist eine fokale Dystonie der Stimmbänder (fokale laryngeale Dystonie) oder (als Variante) ein essentieller Tremor.[15]
- Isolierter Kinntremor (Hereditärer Geniospasmus/Kinnspasmus):  Tritt üblicherweise stressinduziert und daher episodisch auf; manifestiert sich als hochfrequenter Tremor resp. Kontraktionen des Muskulus mentalis. Ursache kann ein genetischer Defekt sein, der autosomal dominant weitervererbt wird.[16]
- Delirium tremens, Neonatales Abstinenzsyndrom: Tremor hervorgerufen durch Alkoholentzug.
- Primärer (essentieller) und sekundärer (symptomatischem) Gaumensegeltremor – Primär: Unbekannte Ursache, hörbares Klicken für Patienten. Sekundär: Schädigung u. a. der dentatoolivären Bahn, kein hörbares Klicken.[17]
- Wackelkopfpuppen-Syndrom: Kopftremor, der bei Kleinkindern vorkommt, meist bedingt durch Hydrocephalus.
- Titubation, infolge einer cerebellaren Ursache: Genetische Ursachen u. a.: Joubert-Syndrom, Pelizaeus-Merzbacher-Krankheit, Leukodystrophie. Erworbene Titubation: meist Tumoren oder Läsionen des Cerebellums.
- Primärer Schreibtremor: Tremor, der nur beim Schreiben eintritt. Er kann in zwei Kategorien eingeteilt werden; Typ A tritt nur beim Schreiben ein, während Typ B schon beim Ansetzen zum Schreiben eintritt.[18]
- Andere Ursachen für Tremor: Gehirnentzündung,[19] Spastische Paraplegie, Subkortikale Demenzen, Creutzfeldt-Jakob-Krankheit, Kuru, Neurodegeneration mit Eisenablagerung im Gehirn, Fragiles-X-assoziiertes Tremor-/Ataxie-Syndrom, Neosporose, Infektiöse Serositis, Supranukleare Blickparese, Lithium (Händen), Hypernatriämie, Hyponatriämie, Strahlenkrankheit, Schwermetallvergiftung.

## Behandlung

### Chirurgisch
Der essentielle Tremor und der Parkinson-Tremor werden letztlich verursacht durch eine synchron „feuernde“ Region von Zellen im Gehirn, deren Störsignal den Tremor erzeugt. Der chirurgische Ansatz sieht mithin die Deaktivierung dieses Areals vor. Da die betroffene Zellregion sehr klein ist und tief im Gehirn liegt, wird diese Operation minimalinvasiv per Stereotaxie vorgenommen. Während der Operation kann der Chirurg dann direkt eine Ableitung der Nervenaktivität im Gehirn vornehmen und daran erkennen, ob er die entsprechende Region erreicht hat oder nicht. Gibt man dann einen Störstrom an die entsprechende Stelle, wird der Tremor im Erfolgsfall „abgeschaltet“, da das Störsignal überlagert wurde. Daher wird die Operation nur unter örtlicher Betäubung durchgeführt, um direkt den Erfolg zu sehen.
Wenn die Stelle gefunden ist, gibt es zwei Möglichkeiten. Man kann die Stelle mittels einer Sonde für kurze Zeit auf über 60 °C erhitzen, wodurch das Nervengewebe dort zerstört wird. Dieser Eingriff ist jedoch nicht reversibel und birgt die Gefahr, versehentlich zu viel zu zerstören, was schlimme Nebenwirkungen haben kann (etwa eine Halbseitenlähmung). Daraus wurde die Idee eines Hirnschrittmachers entwickelt, der stattdessen ein beständiges Störsignal sendet; in diesem Fall wird eine Sonde an der Stelle belassen und ein kleines, batteriebetriebenes Gerät wird in die Brust des Patentien gepflanzt, das die Sonde versorgt. Dieses kann mittels eines starken Permanentmagneten an- und abgestellt werden.
Die Operation ist nicht bei allen Patienten erfolgreich.

### Medikamentös
Je nach Ursache des Tremors sind andere Behandlungsmethoden erforderlich. Wird der Tremor von einer anderen Krankheit verursacht, muss diese behandelt werden; der Tremor klingt beispielsweise bei erfolgreicher Behandlung eines Morbus Wilson ab. Der Essentielle Tremor kann mit Betablockern oder Antikonvulsiva nur gedämpft werden, bislang gibt es keine Möglichkeit zur gezielten Behandlung. Bei dystoner Ursache können Botulinumtoxin-Injektionen helfen; sie müssen jedoch immer wieder aufgefrischt werden.

### Sonstige Behandlungsmöglichkeiten
Es ist nicht möglich, einen Tremor durch Krankengymnastik zu verbessern oder zu beseitigen.
Ergotherapie kann dabei helfen, die größtmögliche Selbstständigkeit (durch Kompensationsstrategien, Hilfsmittelversorgung, ADL-Training u. v. m.) zu behalten oder wieder zu erlangen. Mit Entspannungsübungen wie Autogenem Training, Yoga oder Meditation lassen sich Symptome allerdings kurzfristig verringern. Als weitere Behandlungsmöglichkeit können Gewichtsmanschetten an den betroffenen Extremitäten den Tremor verringern. Hierbei tritt jedoch recht schnell ein Gewöhnungseffekt ein.

## Tremor als Behinderung
Der Tremor an sich kann das Leben des Patienten mehr oder minder stark beeinträchtigen, abhängig von Stärke, Erscheinungsform und betroffenen Regionen. Es gibt allerdings auch sehr leichte Formen, die den Betroffenen nicht einmal als Krankheit auffallen. Vor allem ein ausgeprägter Intentionstremor kann sehr behindernd sein, da letztlich so ziemlich jede Bewegung des alltäglichen Lebens zielgerichtet ist und er Dinge wie Essen, Trinken, Schreiben erschwert bis unmöglich macht. Ein leichter Ruhetremor hingegen, der beispielsweise am Kopf auftritt, ist zwar weniger direkt behindernd, dafür aber auffällig.
Gerade in stressigen, etwa sozialen Situationen verstärkt sich der Tremor meistens und ist noch dazu stigmatisiert als „nervös, unsicher“ oder gar „alkoholkrank“. Es besteht mithin das Risiko, dass sich Betroffene aus dem öffentlichen Leben zurückziehen.